# 聖弗朗索瓦環礁

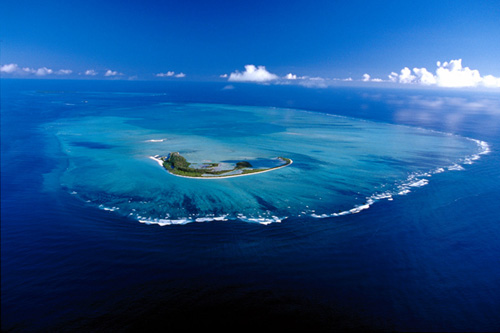

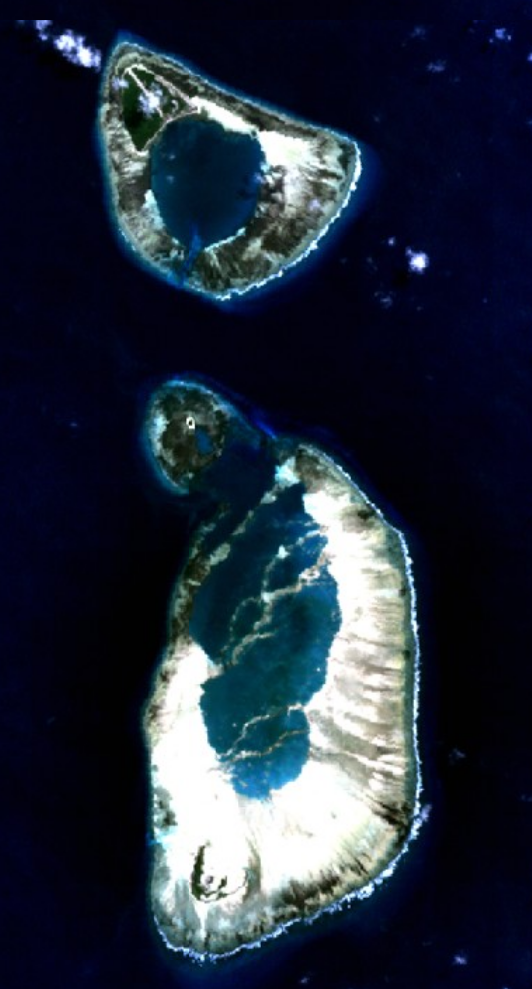

聖弗朗索瓦環礁是東非國家塞舌爾的環礁，屬於阿方斯群島的一部分，位於阿方斯環礁以南3公里，由2個島嶼組成，土地面積0.196平方公里，潟湖面積約40平方公里，島上無人居住。

## 外部連結
- Alphonse Resort

7°04′04″S 52°44′05″E / 7.06778°S 52.73472°E